# Tricyphona (Tricyphona) alpigena
Tricyphona (Tricyphona) alpigena is een tweevleugelige uit de familie Pediciidae. De soort komt voor in het Palearctisch gebied.